# Kelly Kraft
Kelly Kraft (Denton, Texas, 5 oktober 1988) is een Amerikaans golfer. 

## Amateur
Tot 2008 speelde Kelly Kraft de Texas Junior Golf Tour (TJGT). Daarna studeerde hij sociologie aan de Southern Methodist University en speelde college golf voor de SMU Mustangs. Hij werd drie keer Conference USA Player of the Year (2009, 2010, 2011). 
In 2011 won hij op 22-jarige leeftijd het US amateurkampioenschap door de 19-jarige Patrick Cantlay met 2 up te verslaan. Als beloning kreeg hij een invitatie voor het volgende US Open, het Brits Open en de Masters. Ook werd hij opgenomen in het Walker Cup team, dat enkele dagen daarna naar Schotland vertrok. Ook finalist Cantlay, de nummer 1 op de wereldranglijst, zat in dat team. Na Hank Kuehne (1998) en Colt Knost (2007) was hij de derde student van SMU die het US Amateur won.
In november speelde hij in Taxas het The Spirit International Amateur Golf Championship samen met Nathan Smith. Daarna vertrok hij naar Australië. Hij was uitgenodigd voor het New South Wales Open, het Australisch PGA Kampioenschap en het Australian Open, waar hij als beste amateur op de 13de plaats eindigde. Net voor de kerstdagen won hij ook nog de eerste editie van het South Beach International Amateur in Miami Beach.

### Gewonnen
- 2008: Texas Amateur Championship
- 2010: North & South Amateur (finalist)
- 2011: Texas Amateur Championship, Trans-Mississippi Championship, US amateurkampioenschap, South Beach International Amateur
- 2012: Tourschool, Stage 1

### Teams
- Walker Cup: 2011

## Professional
Kraft werd professional nadat hij de Masters in april 2012 had gespeeld. Hij wilde niet wachten tot na het US Open en Brits Open.